# فرانسوا قروس
فرانسوا قروس (بالفرنسية: François Gros)‏ هو بروفيسور وأحيائي فرنسي، ولد في 24 أبريل 1925 في باريس في فرنسا.